# Pussy Whipped
Pussy Whipped – debiutancki album długogrający żeńskiej grupy punkowej Bikini Kill, wydany w 1993 w niezależnej wytwórni muzycznej Kill Rock Stars. Na albumie znajduje się utwór "Rebel Girl", który został okrzyknięty 27 piosenką na liście najlepszych utworów każdego roku od roku 1967 według magazynu Rolling Stone.

## Lista utworów
Wszystkie utwory napisane przez Kathleen Hannę, Billy'ego Karrena, Tobi Vail i Kathi Wilcox.
1. "Blood One" – 1:44
2. "Alien She" – 1:41
3. "Magnet" – 1:26
4. "Speed Heart" – 1:47
5. "Lil' Red" – 2:13
6. "Tell Me So" – 2:20
7. "Sugar" – 2:22
8. "Star Bellied Boy" – 1:33
9. "Hamster Baby" – 2:20
10. "Rebel Girl" – 2:43
11. "Star Fish" – 1:03
12. "For Tammy Rae" – 3:33

## Wykonawcy
- Kathleen Hanna - śpiew (wszystkie utwory z wyjątkiem 4, 6 i 9), gitara basowa (utwory 4, 11)
- Billy Karren - gitara
- Kathi Wilcox - gitara basowa, śpiew (utwór 4)
- Tobi Vail - perkusja, śpiew (utwory 6 i 9)

Utworzono na podstawie materiału źródłowego.